# André Prazeres
André Prazeres (* 23. Mai 1999) ist ein portugiesischer Leichtathlet, der sich auf den Sprint spezialisiert hat.

## Sportliche Laufbahn
Erste internationale Erfahrungen sammelte André Prazeres im Jahr 2019, als er bei den U23-Europameisterschaften im schwedischen Gävle mit der portugiesischen 4-mal-100-Meter-Staffel im Vorlauf nicht ins Ziel gelangte. Bei den World Athletics Relays 2021 im polnischen Chorzów wurde er in der portugiesischen 4-mal-200-Meter-Staffel in 1:24,53 min Dritter hinter den Teams Deutschland und Kenia und mit der 4-mal-100-Meter-Staffel wurde er in der Vorrunde disqualifiziert. Anschließend schied er bei den U23-Europameisterschaften in Tallinn mit 21,83 s im Halbfinale im 200-Meter-Lauf aus und kam über 100 Meter mit 10,36 s nicht über den Vorlauf hinaus. 2022 schied er bei den Ibero-Amerikanischen Meisterschaften in La Nucia mit 10,41 s im Vorlauf aus und kam mit der 4-mal-100-Meter-Staffel nicht ins Ziel. Im Jahr darauf wurde er bei der 1. Liga der Team-Europameisterschaft im Rahmen der Europaspiele in Chorzów in 39,74 s Sechster im A-Lauf der 4-mal-100-Meter-Staffel. 2024 belegte er bei den Ibero-Amerikanischen Meisterschaften in Cuiabá in 10,46 s den achten Platz im 100-Meter-Lauf und gelangte im Staffelbewerb mit 39,95 s auf Rang vier. Anschließend verpasste er bei den Europameisterschaften in Rom mit 39,26 s den Finaleinzug mit der Staffel.
2023 wurde Prazeres portugiesischer Meister im 100-Meter-Lauf.

## Persönliche Bestzeiten
- 100 Meter: 10,17 s (+0,8 m/s), 29. Juli 2023 in Braga
  - 60 Meter (Halle): 6,73 s, 7. Januar 2023 in Lissabon
- 200 Meter: 21,24 s (−0,2 m/s), 9. Juli 2021 in Tallinn